# The Princess Diaries
The Princess Diaries is een komische boekenserie van Meg Cabot en film over een tienermeisje dat er op een dag achter komt dat ze een prinses is. De verfilming, met in de hoofdrollen onder meer Julie Andrews en Anne Hathaway, verscheen op 13 december 2001. Een vervolg hierop, The Princess Diaries 2: Royal Engagement verscheen in 2004, maar bracht minder op dan het eerste deel.

## Verhaal
Mia is een meisje dat in New York (in de film in San Francisco) op de highschool zit. Ze is een buitenbeentje en wordt gepest door veel van haar medeleerlingen, maar vermaakt zich met haar beste vriendin Lilly en met Lilly's broer Michael (die heimelijk een oogje op haar heeft). Mia's moeder is een alleenstaand kunstenares. Een paar weken voor haar zestiende verjaardag komt haar oma ineens op bezoek, de moeder van Mia's vader. Oma (Grandmere) blijkt de koningin van Genovia, een klein koninkrijk tussen Frankrijk en Spanje, te zijn, en Mia, haar enige kleinkind, de troonopvolger.
De stuntelige Mia krijgt een spoedcursus in hoe ze zich als prinses dient te gedragen, en moet daarna kiezen of ze wel of niet de troon wil overnemen. Uiteindelijk beslist ze om prinses van Genovia te worden.

## Rolverdeling
| Acteur             | Personage                 |
| ------------------ | ------------------------- |
| Anne Hathaway      | Mia Thermopolis           |
| Julie Andrews      | Koningin Clarisse Renaldi |
| Héctor Elizondo    | Joe (Joseph)              |
| Mandy Moore        | Lana Thomas               |
| Heather Matarazzo  | Lilly Moscovitz           |
| Caroline Goodall   | Helen Thermopolis         |
| Robert Schwartzman | Michael Moscovitz         |